# 王圭 (西夏)
王圭（?—?），西夏官员。
王圭官至宥州刺史。夏崇宗正德八年（金太宗天会十二年，1134年）十一月，金朝都统经略郎君挞懒在梁山之南打猎。到唐乾陵，见到殿宇倾颓，于是命人重修。之后，在武则天无字碑阴刻下行纪。王圭和职方郎中董应期随行。王圭奉使金朝，得以参与金人的游宴。